# Koloman II Asen

Koloman ou Kaliman II Asên (bulgare: Каломан ІІ Асен) (mort en 1257) Tsar de Bulgarie de 1256 à 1257.
Fils du prince Alexandre Asên (mort avant 1241) qui était le frère d'Ivan Asen II et le fils cadet d'Ivan Asen Ier.
En 1256, il participe au complot et au meurtre qui éliminent son jeune cousin le tsar Michel II Asên, et épouse sa veuve, la jeune princesse russe Anna, une fille du prince Rostislav Mikhailovitch.
Les grands se révoltent rapidement contre lui et choisissent d'élire comme tsar Constantin Ier Asên contre le beau-père de Koloman II Asên, Rotislav Mikhailovitch qui s'était également porté candidat, mais qui était soutenu par les Hongrois, et dont il était devenu le vassal en épousant une fille de Bela IV de Hongrie. Koloman II Asên doit s'enfuir et est tué peu après.